# Liguilla Pre-Sudamericana 2007 (Chile)
La Liguilla Pre-Sudamericana 2007 fue una liguilla de definición, en el cual participaron 4 equipos, disputando duelos a partido único, para determinar a los cuadros chilenos que obtendrían los 2 cupos para el torneo internacional mencionado.
Los ganadores fueron Colo-Colo y Audax Italiano, tras vencer a Huachipato y Universidad Católica respectivamente.

## Equipos participantes
| Equipo               | Vía de clasificación                   |
| -------------------- | -------------------------------------- |
| Colo-Colo            | Primer lugar del Torneo Apertura 2007  |
| Universidad Católica | Segundo lugar del Torneo Apertura 2007 |
| Audax Italiano       | Tercer lugar del Torneo Apertura 2007  |
| Huachipato           | Cuarto lugar del Torneo Apertura 2007  |

| Llave | Equipo local         | Equipo visitante | Resultado |
| ----- | -------------------- | ---------------- | --------- |
| R1    | Universidad Católica | Audax Italiano   | 0 - 3     |
| R2    | Colo-Colo            | Huachipato       | 2 - 1*    |

- Colo Colo hace de local en su Estadio, pero este se encontraba suspendido por incidentes ocurridos en la fechas finales del Apertura 2007, por lo que hizo de local en el Estadio Sausalito de Viña del Mar.[1]

## Partidos
Los horarios representan a la Hora de Santiago (UTC-4)

### Universidad Católica - Audax Italiano
| 18 de julio de 2007, 20:00 | Universidad Católica | 0:3 (0:2) | Audax Italiano                                    | Estadio San Carlos de Apoquindo, Santiago (Las Condes)   |                                                          |
|                            |                      | Reporte   | Villanueva 11' (pen.) · Medina 32' · Orellana 62' | Asistencia: 7.000 espectadores Árbitro(s): Enrique Osses | Asistencia: 7.000 espectadores Árbitro(s): Enrique Osses |

| 1          | ARQ        | José María Buljubasich |     |
| 15         | DEF        | Albert Acevedo         |     |
| 4          | DEF        | Mauricio Zenteno1      | 57' |
| 3          | DEF        | Claudio Muñoz          |     |
| 7          | MED        | Rodrigo Valenzuela     |     |
| 24         | MED        | Jorge Ormeño           |     |
| 8          | MED        | Patricio Ormazábal2    | 57' |
| 5          | MED        | Eros Pérez             |     |
| 10         | MED        | Hugo Morales           | 70' |
| 9          | DEL        | Esteban Fuertes        |     |
| 19         | DEL        | Julio Gutiérrez        |     |
| Entrenador | Entrenador | José del Solar         |     |

| 22         | ARQ        | Nicolás Peric       |     |
| 15         | DEF        | Boris Rieloff       |     |
| 6          | DEF        | Carlos Garrido      |     |
| 5          | DEF        | Juan González       |     |
| 19         | DEF        | César Santis        | 5'  |
| 2          | MED        | Braulio Leal        |     |
| 8          | MED        | Diego Scotti        |     |
| 7          | MED        | Miguel Ángel Romero |     |
| 10         | MED        | Carlos Villanueva   |     |
| 14         | DEL        | Fabián Orellana     | 65' |
| 11         | DEL        | Leonardo Medina     | 82' |
| Entrenador | Entrenador | Raúl Toro           |     |

| 26 | DEF | Alfonso Parot1 | 57' |
| 23 | DEL | Héctor Tapia2  | 57' |
| 21 | MED | Iván Vásquez   | 70' |

| 3  | DEF | Cristián Reynero | 5'  |
| 9  | DEL | Franco Di Santo  | 65' |
| 23 | DEF | Nicolás Corvetto | 82' |

| Anotado · Penal | 11' | Carlos Villanueva | 0–1 |
| Anotado         | 32' | Leonardo Medina   | 0–2 |
| Anotado         | 62' | Fabián Orellana   | 0–3 |

| Amonestado |  | Rodrigo Valenzuela     |  |
| Amonestado |  | José María Buljubasich |  |
| Amonestado |  | Esteban Fuertes        |  |
| Amonestado |  | Jorge Ormeño           |  |
| Amonestado |  | Mauricio Zenteno       |  |

| Amonestado |  | Carlos Garrido |  |

| Árbitro | Enrique Osses |

| 1          | ARQ        | José María Buljubasich |     |
| 15         | DEF        | Albert Acevedo         |     |
| 4          | DEF        | Mauricio Zenteno1      | 57' |
| 3          | DEF        | Claudio Muñoz          |     |
| 7          | MED        | Rodrigo Valenzuela     |     |
| 24         | MED        | Jorge Ormeño           |     |
| 8          | MED        | Patricio Ormazábal2    | 57' |
| 5          | MED        | Eros Pérez             |     |
| 10         | MED        | Hugo Morales           | 70' |
| 9          | DEL        | Esteban Fuertes        |     |
| 19         | DEL        | Julio Gutiérrez        |     |
| Entrenador | Entrenador | José del Solar         |     |

| 22         | ARQ        | Nicolás Peric       |     |
| 15         | DEF        | Boris Rieloff       |     |
| 6          | DEF        | Carlos Garrido      |     |
| 5          | DEF        | Juan González       |     |
| 19         | DEF        | César Santis        | 5'  |
| 2          | MED        | Braulio Leal        |     |
| 8          | MED        | Diego Scotti        |     |
| 7          | MED        | Miguel Ángel Romero |     |
| 10         | MED        | Carlos Villanueva   |     |
| 14         | DEL        | Fabián Orellana     | 65' |
| 11         | DEL        | Leonardo Medina     | 82' |
| Entrenador | Entrenador | Raúl Toro           |     |

| 26 | DEF | Alfonso Parot1 | 57' |
| 23 | DEL | Héctor Tapia2  | 57' |
| 21 | MED | Iván Vásquez   | 70' |

| 3  | DEF | Cristián Reynero | 5'  |
| 9  | DEL | Franco Di Santo  | 65' |
| 23 | DEF | Nicolás Corvetto | 82' |

| Anotado · Penal | 11' | Carlos Villanueva | 0–1 |
| Anotado         | 32' | Leonardo Medina   | 0–2 |
| Anotado         | 62' | Fabián Orellana   | 0–3 |

| Amonestado |  | Rodrigo Valenzuela     |  |
| Amonestado |  | José María Buljubasich |  |
| Amonestado |  | Esteban Fuertes        |  |
| Amonestado |  | Jorge Ormeño           |  |
| Amonestado |  | Mauricio Zenteno       |  |

| Amonestado |  | Carlos Garrido |  |

| Árbitro | Enrique Osses |

### Colo Colo - Huachipato
| 19 de julio de 2007, 16:00 | Colo-Colo                  | 2:1 (1:1) | Huachipato  | Estadio Sausalito, Viña del Mar                           |                                                           |
|                            | Hernández 11' · Aceval 88' | Reporte   | González 7' | Asistencia: 5.623 espectadores Árbitro(s): Carlos Chandía | Asistencia: 5.623 espectadores Árbitro(s): Carlos Chandía |

| 1          | ARQ        | Cristián Muñoz     |     |
| 3          | DEF        | Lucho Mena         |     |
| 2          | DEF        | Jorge Carrasco     |     |
| 24         | DEF        | Miguel Aceval      |     |
| 13         | MED        | Boris González1    | 57' |
| 15         | MED        | Moisés Villarroel  | 60' |
| 6          | MED        | José Luis Cabión   |     |
| 23         | MED        | Roberto Cereceda   |     |
| 10         | MED        | Giovanni Hernández |     |
| 16         | DEL        | Juan Gonzalo Lorca |     |
| 9          | DEL        | Rodolfo Moya2      | 57' |
| Entrenador | Entrenador | Cristián Saavedra¹ |     |

| 1          | ARQ        | Cristián Torralbo |     |
| 14         | DEF        | Patricio Peralta  |     |
| 3          | DEF        | Horacio Del Valle |     |
| 6          | DEF        | Herminio Miranda  |     |
| 4          | DEF        | Cristián Leiva    |     |
| 16         | MED        | Gabriel Sandoval  | 22' |
| 18         | MED        | José Contreras    |     |
| 11         | MED        | Jaime González    | 72' |
| 20         | MED        | Jaime Riveros     |     |
| 24         | DEL        | Renzo Yáñez       |     |
| 9          | DEL        | Diego Ruiz        |     |
| Entrenador | Entrenador | Antonio Zaracho   |     |

| 27 | DEF | Gonzalo Jara1   | 57' |
| 11 | DEL | Gonzalo Fierro2 | 57' |
| 21 | DEF | Bastián Arce    | 60' |

|    | MED | Iván Herrera | 22' |
| 29 | MED | Leonardo Mas | 72' |

| Anotado | 11' | Giovanni Hernández | 1–1 |
| Anotado | 88' | Miguel Aceval      | 2–1 |

| Anotado | 7' | Jaime González | 0–1 |

| Amonestado | 28' | José Luis Cabión  |  |
| Amonestado | 39' | Moisés Villarroel |  |
| Amonestado | 60' | Roberto Cereceda  |  |
| Amonestado | 90' | Gonzalo Jara      |  |

| Amonestado | 25' | José Contreras |  |
| Amonestado | 55' | Jaime Riveros  |  |

| Árbitro | Carlos Chandía |

| 1          | ARQ        | Cristián Muñoz     |     |
| 3          | DEF        | Lucho Mena         |     |
| 2          | DEF        | Jorge Carrasco     |     |
| 24         | DEF        | Miguel Aceval      |     |
| 13         | MED        | Boris González1    | 57' |
| 15         | MED        | Moisés Villarroel  | 60' |
| 6          | MED        | José Luis Cabión   |     |
| 23         | MED        | Roberto Cereceda   |     |
| 10         | MED        | Giovanni Hernández |     |
| 16         | DEL        | Juan Gonzalo Lorca |     |
| 9          | DEL        | Rodolfo Moya2      | 57' |
| Entrenador | Entrenador | Cristián Saavedra¹ |     |

| 1          | ARQ        | Cristián Torralbo |     |
| 14         | DEF        | Patricio Peralta  |     |
| 3          | DEF        | Horacio Del Valle |     |
| 6          | DEF        | Herminio Miranda  |     |
| 4          | DEF        | Cristián Leiva    |     |
| 16         | MED        | Gabriel Sandoval  | 22' |
| 18         | MED        | José Contreras    |     |
| 11         | MED        | Jaime González    | 72' |
| 20         | MED        | Jaime Riveros     |     |
| 24         | DEL        | Renzo Yáñez       |     |
| 9          | DEL        | Diego Ruiz        |     |
| Entrenador | Entrenador | Antonio Zaracho   |     |

| 27 | DEF | Gonzalo Jara1   | 57' |
| 11 | DEL | Gonzalo Fierro2 | 57' |
| 21 | DEF | Bastián Arce    | 60' |

|    | MED | Iván Herrera | 22' |
| 29 | MED | Leonardo Mas | 72' |

| Anotado | 11' | Giovanni Hernández | 1–1 |
| Anotado | 88' | Miguel Aceval      | 2–1 |

| Anotado | 7' | Jaime González | 0–1 |

| Amonestado | 28' | José Luis Cabión  |  |
| Amonestado | 39' | Moisés Villarroel |  |
| Amonestado | 60' | Roberto Cereceda  |  |
| Amonestado | 90' | Gonzalo Jara      |  |

| Amonestado | 25' | José Contreras |  |
| Amonestado | 55' | Jaime Riveros  |  |

| Árbitro | Carlos Chandía |

¹: Dirigió en sustitución de Claudio Borghi.

## Clasificados
| Colo-Colo Clasificado a Copa Sudamericana 2007 como «Chile 1» | Audax Italiano Clasificado a Copa Sudamericana 2007 como «Chile 2» |